# سیر الغربیه
سیر الغربیه (به عربی: سير الغربية) یک منطقهٔ مسکونی در لبنان است که در شهرستان نبطیه واقع شده‌است.